# Мюррей, Джимми
Джеймс «Джимми» Мюррей (англ. James "Jimmy" Murray, 4 февраля 1933, Эдинбург, Шотландия — 10 июля 2015, Эдинбург, Шотландия) — шотландский футболист, игравший на позиции нападающего. Выступал, в частности, за «Харт оф Мидлотиан», а также национальную сборную Шотландии.

## Клубная карьера
Во взрослом футболе дебютировал в 1950 году выступлениями за команду клуба «Харт оф Мидлотиан», в которой провёл три сезона, правда за основную команду эдинбургского клуба за эти годы провёл только одну игру шотландского первенства.
Часть 1954 года провёл в английском «Рединге», после чего вернулся в «Харт оф Мидлотиан», где наконец-то стал регулярным игроком основного состава. Был среди лучших голеадоров, отличаясь забитым голом в среднем не менее чем в каждой второй игре чемпионата.
В течение 1961—1964 годов защищал цвета команд клубов «Фалкирк» и «Клайд». А завершил профессиональную игровую карьеру в клубе «Рэйт Роверс», за команду которого выступал на протяжении 1964—1965 годов.
Умер 10 июля 2015 года на 83-м году жизни в Эдинбурге.

## Выступления за сборную
В 1958 году дебютировал в официальных матчах в составе национальной сборной Шотландии. В течение этого года провёл в форме главной команды страны 5 матчей и забил 1 гол, после чего в её ряды не привлекался. Несмотря на очень короткую карьеру в сборной Шотландии вошёл в её историю — стал автором первого гола шотландцев в рамках финальных частей чемпионатов мира. Это историческое событие произошло 8 июня 1958 года в игре против сборной Югославии в рамках группового этапа чемпионата мира 1958 года, который проходил в Швеции.